# Двадцять пенні (Фінляндія)
Двадять пенні (фін. 20 penniä) — в минулому розмінна монета Фінляндії. До переходу Фінляндії, 1 січня 2002 році на євро, 20 пенні була обіговою монетою у країні. Була в обігу в 1963 —2002 роках, карбувалася у 1963 —1990 роках. 20 пенні дорівнювало 1/5 фінляндської марки.
Монети карбувалися на Гельсінгфорському монетному дворі (після здобуття незалежності Монетний двір Фінляндії).

## Історія
У 1963 році пройшла реформа грошової системи Фінляндії. Була переглянута система грошових одиниць пенні замість попередніх номіналів (1, 5, 10, 25 та 50 пенні), були введені частково нові (1, 5, 10, 20 і 50 пенні). Також змінився вигляд монет.  
20 пенні карбувалися з алюмінієвої бронзи. Діаметр монети становив 22,5 мм, вага дорівнювала  4,5  г.
На аверсі розміщувався герб Фінляндії, фінський коронований лев, знизу якого розміщувався рік карбування монети. По колу розміщувався напис «SUOMEN TASAVALTA». Також на аверсі, під шаблею,  відображено позначку «К» , «M», «N»,  «S».
На реверсі фінською мовою позначення номіналу «20 PENNIÄ» , праворуч від якого зображено дерево.
1 січня 2002 року у Фінляндії в обіг увійшло євро. На національній стороні (аверсі) монет, зображено фінського лева. Наступником монети 20 пенні у Фінляндії стала монета 20 євроцентів, яка виявляє певну схожість з монетою 1963-1990 років.